# Pseudoendothyridae
Pseudoendothyridae es una familia de foraminíferos bentónicos cuyos taxones han sido tradicionalmente incluidos en la superfamilia Fusulinoidea, del suborden Fusulinina y del orden Fusulinida. Su rango cronoestratigráfico abarca desde el Tournasiense superior (Carbonífero inferior) hasta el Changhsingiense (Pérmico superior).

## Discusión
Clasificaciones más recientes incluyen Pseudoendothyridae en la superfamilia Ozawainelloidea, y en la subclase Fusulinana de la clase Fusulinata. Otras clasificaciones incluyen Pseudoendothyridae en la superfamilia Staffelloidea.

## Clasificación
Pseudoendothyridae incluye a los siguientes géneros:
- Subfamilia Pseudoendothyrinae
  - Eoparastaffella †
  - Pseudoendothyra †
- Subfamilia Nankinellinae
  - Nankinella †
  - Reitlingerina †

Otro género considerado en Pseudoendothyridae es:
- Eoparastaffellina † de la subfamilia Pseudoendothyrinae, aceptado como Pseudoendothyra